# Блувотерс
Блувотерс (англ. Bluewaters Island) — искусственный остров, расположенный в 500 метрах от побережья Джумейра Бич Резиденс, недалеко от Дубай Марина в Дубае, Объединенные Арабские Эмираты.
На острове находится Banyan Tree Dubai, ранее известный как Caesars Palace Dubai — пятизвездочный курорт, который вновь открылся под новым названием в ноябре 2023 года. Также на Блуотерс расположено около 200 заведений общественного питания и торговли на первом этаже жилых зданий и в развлекательной зоне острова. Всего на острове находится 10 жилых зданий. Каждое из них считается среднеэтажным и имеет не более 15 этажей.

## История
Проект был одобрен Мохаммедом бин Рашидом Аль Мактумом, вице-президентом и премьер-министром ОАЭ, а также правителем Дубая, и был представлен 13 февраля 2013 года. Остров был построен компанией Meraas Holding, а работы по дноуглублению проводила голландская фирма Van Oord, известная своими проектами на Палм-Джумейра, с примерными затратами в 6 миллиардов AED (1,6 миллиарда USD, включая Око Дубая). Строительство изначально планировалось начать в апреле 2013 года, но фактически оно началось 20 мая 2013 года. Остров открылся в ноябре 2018 года.
Остров включает в себя зоны развлечений, гостиничного обслуживания, жилые и торговые площади, и ожидается будет иметь более трех миллионов посетителей в год.

## Око Дубая
На острове Блувотерс расположено Око Дубая — гигантское колесо обозрения высотой 250 метров. Открытие колеса было запланировано к всемирной выставке Экспо-2020 Строительство началось в мае 2015 года и осуществлялись компаниями Hyundai Contracting и Starneth Engineering. С октября 2021 года оно является самым высоким колесом обозрения в мире, превышая предыдущего рекордсмена Хай Роллер из Лас-Вегасе, высота которого составляет 167,7 метра, на более чем 80 метров. Колесо имеет 48 кабинок и вмещает до 1400 пассажиров, которым открываются виды на Дубай Марина и такие достопримечательности, как Бурдж-Халифа и Палм-Джумейра. Первая пассажирская капсула была установлена 21 августа 2020 года.

## Музей мадам Тюссо
Первый Музей мадам Тюссо на Ближнем Востоке был открыт на острове Блувотерс в сентябре 2021 года. Восковые фигуры представлены в тематических зонах, таких как Музыкальная вечеринка, Мода, Лидеры, Болливуд, Кино, Спорт и СМИ, и включают более 90 восковых моделей. Среди фигур музея множество мировых знаменитостей, таких как Вират Кохли, Мария Шарапова, Анджелина Джоли, Джонни Депп, Джастин Тимберлейк и многие другие. В 2022 году была добавлена фигура стюардессы авиакомпании Emirates, ставшая второй фигурой этого образа. Год спустя были добавлены восковые фигуры индийского премьер-министра Нарендра Моди и российского президента Владимира Путина.